# Policía de Formosa
La Policía de Formosa, una de las 23 policías provinciales existentes en la Argentina, está a cargo de la seguridad pública de los habitantes de la provincia de Formosa.

## Historia
Hacia marzo de 1879, Belisario Gache fue nombrado comisario de Policía de la Gobernación del Chaco, cuyo Gobernador debía designar el lugar donde se establecería la Comisaría. Ese año el comandante Luis Jorge Fontana fundó una población con el nombre de "Villa Formosa", acompañando al fundador tropas militares y un grupo de colonos.